# اس‌ای‌بی‌سی
اس‌ای‌بی‌سی (انگلیسی: South African Broadcasting Corporation) شرکت دولتی رسانه‌ای در آفریقای جنوبی است، که در سال ۱۹۳۶ تأسیس شد.